# 北內停留場
北內停留場（日语：／ Kitauchi teiryūjō */?）是位於高知縣吾川郡伊野町，屬於土佐電交通伊野線的電車站。

## 歷史
本站在2007年（平成19年）1月啟用。隨著伊野町北內地區開設綜合商業設施「SUNNY AXIS伊野店」，伊野町向土佐電氣鐵道（土佐電交通的前身）請求建設電車站。
此站是2000年開設高知橋停留場後7年以來的新電車站，也是伊野町內自1960年設置北山停留場後47年以來的新電車站。
- 2007年（平成19年）1月10日 - 土佐電氣鐵道停車站啟用[3]。而SUNNY AXIS伊野店於2月25日開幕[2]。
- 2014年（平成26年）10月1日 - 土佐電氣鐵道、高知縣交通（日语：高知県交通）和土佐電Dream Service（日语：土佐電ドリームサービス）合併，土佐電交通成立[4]。成為土佐電交通的電車站。

## 電車站構造
本站建在專用路軌上，設有2面1線的相對式月台（千鳥式）上。兩乘車處相隔一個路口，路軌東邊為播磨屋橋方向月台，西邊為伊野方向乘車處。兩邊的乘車處都在安全島（月台）上。
各月台均設有上蓋（只容納1卡範圍），也設有折疊式長椅，側面和背面設有安全欄柵。月台設有斜道連接電車站出入口，使此電車站設有無障礙設施。應土佐電氣鐵道的請求，電車站與商業設施之間設有上蓋通道，伊野町也加設單車停泊處。

## 電車站周邊
SUNNY AXIS伊野店位於本站的北邊。南邊設有與伊野線並行的國道33號和土讚線路軌。

## 相鄰電車站
土佐電交通
伊野線
伊野商業前－北內－北山

## 注腳
1. 1 2 3  川島令三.  四国篇. 草思社. 2007: 289. ISBN 978-4-7942-1615-1 （日语）.
2. 1 2 3 4 5 6  土佐電気鉄道交通サービス部電車グループ技術課.  (PDF). 交通バリアフリーニュース. 四國運輸局交通環境部消費者行政課: 5–6. 2007-06-27  [2017-05-29]. （原始内容 (PDF)存档于2017-08-08） （日语）.
3. ↑  今尾惠介（監修）. . 11 中国四国. 新潮社. 2009: 60. ISBN 978-4-10-790029-6 （日语）.
4. ↑  上野宏人. . 毎日新聞 (毎日新聞社). 2014-10-02 （日语）.
5. 1 2  川島令三. . 【図説】 日本の鉄道. 第2巻 四国西部エリア. 講談社. 2013: 42・94頁. ISBN 978-4-06-295161-6 （日语）.